# Mikael Pedersen

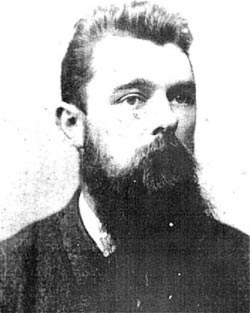
Mikael Pedersen

Mikael Pedersen (* 25. Oktober 1855 in Marbjerg, Fløng, Dänemark; † 22. Oktober 1929 in Bispebjerg, Dänemark) war ein dänischer Erfinder. Er ist vor allem für die Erfindung des Pedersen-Fahrrads bekannt.

## Leben
Er wurde als Sohn von Peder Hansen und Karen Mathiasdatter geboren. Die Eltern waren Bauern und hatten einen Hof in Marbjerg. Er hatte 6 Geschwister. Er ging in Fløng zur Schule und verbrachte nach der Schule seine Zeit in der Schmiede in Marbjerg. Nach seiner Schulzeit absolvierte Pedersen eine Ausbildung als Schmied in der Maglekilde Maskinfabric, Roskilde.

### Erfindungen
Pedersen erfand und patentierte unter anderem eine neuartige Dreschmaschine, die Getreide von Spreu trennen konnte, eine Maschine zum Schneiden von Zahnrädern sowie ein Getriebe für mit Pferden betriebene Mühlen und ein Bremssystem für Waggons. Er war auch musikalisch begabt, und trotz seines Berufs als Schmied wurde er in der Volkszählung von 1890 als Musiker geführt.
Pedersen war an der Entwicklung einer Butterzentrifuge zur Trennung von Sahne und Butter von Milch beteiligt, die zur Entnahme der Sahne nicht angehalten werden musste. Das Gerät wurde 1878 patentiert, wobei seine Beteiligung zu seiner Verärgerung nicht genannt wurde. Pedersen verfeinerte die Zentrifuge, was ihm Patente und beträchtliche Einnahmen einbrachte. Seine weiterentwickelte Version der Zentrifuge ist auch heute noch im Einsatz. Koefoed und Hauberg aus Kopenhagen kauften die Rechte für die Maschine und kontaktieren R A Lister and Company in Dursley, Gloucestershire, um das Gerät nach England zu exportieren.

### In England

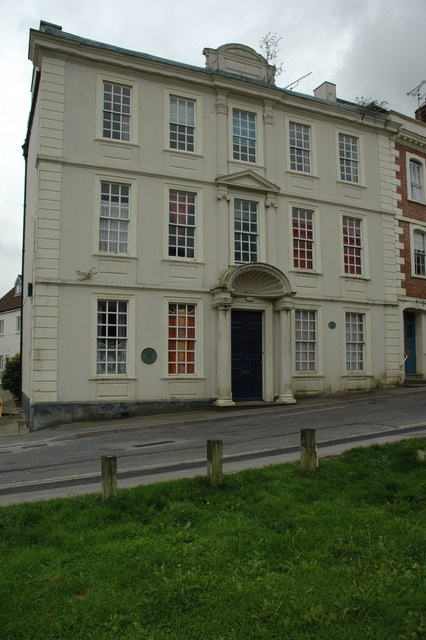
Pedersons Wohnhaus in Dursley

Robert Ashton Lister schlug vor, dass Pedersen für den Zusammenbau der aus Dänemark gelieferten Bauteile vor Ort nach England kommen sollte. Pedersen stimmte zu und zog 1889 mit seiner Geliebten Dagmar nach England (er war zu diesem Zeitpunkt bereits von seiner Ehefrau Laura getrennt). Die Zentrifuge war auf dem englischen Markt überaus erfolgreich und machte Pedersen so vermögend, dass er das größte Haus in Dursley mieten konnte. Er verkehrte in der Gesellschaft der Stadt, wo er einen Chor gründete, an Konzerten teilnahm und eine Reihe von sozialen und sportlichen Vereinen ins Leben rief.
Bei einem Besuch in Dänemark lernte Pedersen die 29 Jahre jüngere Ingeborg Jensen kennen und verliebte sich in sie. 1907 zog sie nach Dursley und brachte 1908 das erste Kind des Paares zur Welt, einen Jungen namens Palnatoke. Der Verbindung entstammte auch eine Tochter, die bereits im Alter von zwei Jahren starb sowie zwei weitere Söhne, Vagn (Vaughan) und Svend (* 1914).

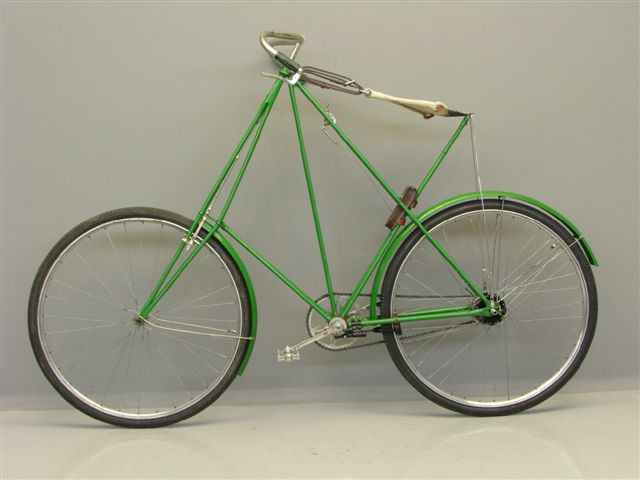
Pedersen-Fahrrad von etwa 1910

1900 gründete Pedersen in der Pin Mill von Dursley eine Manufaktur zur Herstellung des von ihm entwickelten Pedersen-Fahrrads. Pedersen fehlte jedoch unternehmerischer Scharfsinn, zudem lebte er verschwenderisch und war anfällig für Betrug. Er war bereits über 60 Jahre alt, als er Dursley ohne Vorankündigung verließ und seine Familie dort zurückließ. Ingeborg kehrte darauf nach Dänemark zurück und heiratete Jens Kristoffer Jensen, der ihre Kinder adoptierte. Ein Freund traf Pedersen 1920 zufällig in London, wo er Streichhölzer verkaufte. Dieser Freund finanzierte seine Rückkehr nach Dänemark, wo Pedersen 1929 mittellos und unbekannt verstarb. Er wurde in einem unmarkierten Grab auf dem Friedhof von Bispebjerg beigesetzt, einem Vorort von Kopenhagen.

### Wiederbestattung
1995 sammelten Liebhaber des Pedersen-Fahrrads Spenden um die sterblichen Überreste Pedersens zu exhumieren und in Dursley wieder zu bestatten. Der zu diesem Anlass abgehaltene Gottesdienst im gleichen Jahr wurde von über 300 Personen besucht, darunter der Bischof von Gloucester, Vertreter der dänischen Botschaft und die Enkelkinder Pedersens.